# Alaska Permanent Fund
Het Alaska Permanent Fund (APF) is een fonds, opgericht onder de grondwet van de Amerikaanse staat Alaska, dat bestemd is om de huidige en toekomstige inwoners van de staat direct te laten profiteren van de winsten van de in Alaska gewonnen grondstoffen, zoals olie en aardgas. Het sovereign wealth fund werd opgericht in 1976 om geld op een structurele en langdurige manier in te zetten voor de economie van de staat.

## Organisatie
Voor het beheer van het fonds is in 1980 de Alaska Permanent Fund Corporation opgericht. Voor het beoordelen van aanvragen en het doen van de uitkeringen is, eveneens in 1980 de Permanent Fund Dividend Division opgericht. Het boekjaar van het fonds is van 1 juli tot en met 30 juni.

## Vermogen
In de wet is vastgelegd dat ten minste 25% van de inkomsten uit mineralen die door de staat Alaska worden ontvangen, in een fonds worden gestort. Het geld mag alleen worden belegd in effecten en fondsen zoals door de wet voorgeschreven. 
In de grafiek staat de ontwikkeling van het fondsvermogen. In 1978 werd het eerste geld in het fonds gestort, iets meer dan 50 miljoen Amerikaanse dollar kwam binnen uit de staatsopbrengsten uit mineralen. In 1980 was het vermogen US$ 494 miljoen en op 30 juni 2023 was dit gestegen naar US$ 78 miljard. Het vermogen van het fonds is belegd in aandelen, obligaties, onroerend goed, private equity en hedgefondsen. De stijging van het vermogen is de som van de beleggingsinkomsten en inkomsten uit mineralen, met name olie.
Jaarlijks ontvangen de inwoners van Alaska een geldbedrag, dividend, uit het fonds. In 2023 was dit US$ 1312 per inwoner en in totaal werd in dat jaar US$ 820 miljoen uitgekeerd. Per 30 juni 2023 was het fondsvermogen per inwoner zo'n US$ 106.000.

## Uitkering
Het Permanent Fund Dividend is een programma voor inwoners van Alaska zonder een veroordeling voor een misdrijf die minimaal één kalenderjaar in de staat gewoond hebben en van plan zijn – op het moment van aanvragen – voor onbepaalde termijn in de staat te blijven wonen. 
Het uitgekeerde bedrag is gebaseerd op een gemiddeld rendement van het fonds over de vijf voorgaande jaren. In 2013, 37 jaar na de start van het fonds, ontving elke inwoner van Alaska een dividend van US$ 900. De tot nu toe hoogste uitkering bedroeg US$ 3269 (inclusief een eenmalige uitkering van US$ 1200), in het jaar 2008.
Vanaf de eerste uitkering tot en met 2023 heeft het fonds in totaal US$ 29 miljard uitgekeerd.
De jaarlijkse uitkering per persoon in Amerikaanse dollar:
| Jaar | Bedrag    |
| ---- | --------- |
| 2013 | 900,00    |
| 2012 | 878,00    |
| 2011 | 1.174,00  |
| 2010 | 1.281,00  |
| 2009 | 1.305,00  |
| 2008 | 3.269,00‡ |
| 2007 | 1.654,00  |
| 2006 | 1.106,96  |
| 2005 | 845,76    |
| 2004 | 919,84    |
| 2003 | 1.107,56  |
| 2002 | 1.540,76  |
| 2001 | 1.850,28  |
| 2000 | 1.963,86  |
| 1999 | 1.769,84  |
| 1998 | 1.540,88  |
| 1997 | 1.296,54  |
| 1996 | 1.130,68  |
| 1995 | 990,30    |
| 1994 | 983,90    |
| 1993 | 949,46    |
| 1992 | 915,84    |
| 1991 | 931,34    |
| 1990 | 952,63    |
| 1989 | 873,16    |
| 1988 | 826,93    |
| 1987 | 708,19    |
| 1986 | 556,26    |
| 1985 | 404,00    |
| 1984 | 331,29    |
| 1983 | 386,15    |
| 1982 | 1.000,00  |

‡ Inclusief een eenmalige uitkering van US$ 1.200 in 2008.